# Shorewood (Minnesota)
Pour les articles homonymes, voir Shorewood.
Shorewood est une ville américaine située dans le Comté de Hennepin, dans le Minnesota. Selon le recensement de 2010, sa population est de 7 307 habitants.